# Tilflugtsborg
En tilflugtsborg (også kaldet folkeborg, tilflugtsfæstning (tysk: Fliehburg, Fluchtburg, Bauernburg eller Vryburg) er en borg-lignende forsvarsplads, normalt omgivet af volde, som ikke er permanent beboet, men fungerer som et midlertidigt tilflugtssted for den lokale befolkning i tilfælde af krig eller angreb. I tidligere tider blev sådanne steder også kaldt kæmpeborge (tysk: Hünenburgen), fordi deres oprindelse blev tilskrevet kæmper.
I Danmark kendes tilflugtsborge især fra Bornholm, der er den del af landet, der har flest tilflugtsborge fra jernalderen, og folkeborgene på Lolland og Falster.

## Historie
I Europa er der ved arkæologiske udgravninger blevet afdækket et væld af store protohistoriske lokaliteter omgivet af jordværker – mange med en diameter på over 100 meter – som forstås som tilflugtsborge. Blandt antikke historiske referencer til disse findes beskrivelser af gallernes tilflugtsborge af Julius Cæsar, som kaldte dem oppida, selvom de også kunne fungere som permanente bosættelser. Lignende ringvolde eller ringværker (tysk: Ringwälle) blev bygget af forskellige germanske folkeslag og slaviske folkeslag, hvor sidstnævnte fortsatte med dette langt ind i middelalderen. Disse anlæg er også kendt som voldsteder (tysk: Wallburgen), hvor primært jord blev anvendt, men også træ og sten indgik i forskellige byggemetoder.
Som hovedregel havde de ingen tårne, men enkelte overbygninger med karakter af porttårn kunne forekomme (se fx Burg Bennigsen). Tilflugtsborge af denne type tilhørte ubeskyttede landbrugssamfund og gav beskyttelse til befolkningen i området i tilfælde af fjendtligt angreb, mens selve landsbyerne ofte blev plyndret og ødelagt af angriberne. Den store størrelse på tilflugtsborgene muliggjorde oplagring af forsyninger i tilfælde af belejring.
Senere i middelalderen blev denne type borg også opført af lokale bønder. Disse "bondeborge" ydede beskyttelse mod omstrejfende røverbander. Deres befæstning havde generelt lidt til fælles med de slotte, som blev opført af adelen som boliger, men bestod ofte blot af jordværker og træpalisader, placeret på naturligt letforsvarlige steder som bakketoppe eller fremspring.
Da flertallet af tilflugtsborge ikke var permanente bebyggelser, giver arkæologiske udgravninger ofte få fund.
I middelalderen fungerede også befæstede kirker (tysk: Wehrkirchen) og kirkefæstninger (Kirchenburgen) som tilflugtsborge. Disse blev primært brugt som landsbykirker, men deres forsvarsværker gjorde dem egnede som midlertidige tilflugtssteder for lokalbefolkningen. Kirkegårdsmuren, der oprindeligt var tiltænkt beskyttelse af gravpladsen, blev i kirkelige borge omdannet til en egentlig forsvarsmur (Wehrmauer), og selv kirketårnet kunne få en defensiv funktion.

## Eksempler

### Danmark
- Bornholm
  - Gamleborg i Almindingen
  - Gamleborg i Paradisbakkerne
  - Rispebjerg
  - Storeborg
- Folkeborgene på Lolland og Falster
  - Falsters Virke
  - Lollands Vesterborg
  - Lollands Østerborg
  - Trygge Slot på Falster
- Fyn
  -     - Gammelborg på Fyn[5]
- Jylland
  - Borremosefæstningen i Aars, Himmerland
  - Troldborg Ring i Vejle Ådal
  - Trælborg vest for Veerst, Sønderjylland[6]
  - Vinderup Vold ved Vinderup i Vestjylland
- Sjælland og øerne
  - Timmesøbjerg-borgen på Møn[7]

### Tyskland
- Allersburg nær Loiperstätt, mellem Dorfen og Velden (Vils)
- Amelungsburg (Weserbjerglandet)
- Amöneburg (Hessen)
- Babilonie (Wiehenbjergene)
- Barenburg nær Eldagsen
- Borlinghausen
- Büraburg (Hessen)
- Bummannsburg i Bergkamen
- Döben
- Dünsberg (Hessen)
- Eresburg
- Eringaburg
- Eiringsburg syd for Bad Kissingen
- Grotenburg (ved Hermannsmonumentet i Teutoburgerskoven)
- Heidenlöcher ved Deidesheim
- Heidenschanze ved Sievern
- Herlingsburg nær Schieder-Schwalenberg
- Hohensyburg i Dortmund-Syburg
- Hünenburg (nær Hedemünden)
- Isenburg
- Senromersk højborganlæg, Katzenberg nær Mayen
- Kukesburg
- Monraburg nær Großmonra
- Mettermich (Rhön)
- Plößnitz
- Reitlingsbefestigungen
- Ringvolden Venne i Kottenforst nær Bonn
- Sachsenberg
- Skidroburg i Schieder-Schwalenberg
- Tönsberg (Teutoburgerskoven)
- Tüddern
- Wartberg (Heilbronn)
- Wittekindsburg nær Porta Westfalica